# El Salitre, Querétaro Arteaga
El Salitre är en ort i Mexiko.   Den ligger i kommunen Querétaro och delstaten Querétaro Arteaga, i den centrala delen av landet, 190 km nordväst om huvudstaden Mexico City. El Salitre ligger 1 846 meter över havet och antalet invånare är 4 408.
Terrängen runt El Salitre är kuperad åt nordost, men åt sydväst är den platt. Runt El Salitre är det tätbefolkat, med 762 invånare per kvadratkilometer. Närmaste större samhälle är Santiago de Querétaro, 9,4 km söder om El Salitre. Trakten runt El Salitre består i huvudsak av gräsmarker.